# 中國旱災史
中國自古經常飽受天災、旱災、水災、瘟疫襲擾。鄧拓（邓云特）編著的《中國救荒史》中介绍：“中国历史上水、旱、蝗、雹、風、疫、地震、霜、雪等災害，自商湯十八年（前1766年）至紀元後1937年止，計3703年間，共達5258次，平均約每6個月強便有災荒一次。”其中，旱災共1074次，平均約每3年4個月便有1次。袁林在《西北灾荒史》中统计出隋至民国（581－1949年）期间陕西发生旱灾652次，甘宁青地区有601次。李约瑟统计，在过去的2100多年间，中国共有1600多次大水灾和1300多次大旱灾。陈达在《人口问题》中统计，自汉初到1936年的2142年间，水灾年份达1031年，旱灾年份达1060年。旱災（drought）其實即是缺乏水，農產品因此而枯萎，導致饑荒。乾旱大部分發生在中國北方地區。水災則多在江南地區。

## 先秦
商朝建國不久便发生罕见旱灾，旱情持续长达數年之久。《呂氏春秋·季秋紀·順民篇》記載：“昔者，湯克夏而正天下，天大旱，五年不收。湯乃以身禱於桑林曰：‘余一人有罪無及萬夫；萬夫有罪在余一人。無以一人之不敏，使上帝鬼神傷民之命。’於是翦其髮，其手，以身為犧牲，用祈福於上帝。民乃甚說，雨乃大至”。
成湯十八年至二十四年（前1766－1760年間），曾有連續七年的大旱，《汉书·食货志》载：“尧、禹有九年之水，汤有七年之旱。”《管子·輕重篇》亦載：“湯七年旱，民有無子者。”管仲還認為：“善为国者，必先除其五害。”
《太平御览》八十三引《竹书纪年》:“文丁五年，洹水一日三绝”。
《淮南子·俶真訓》載：“殷紂時，嶢山崩，三川涸。”《國語·周語》載：“昔伊、洛竭而夏亡，河竭而商亡。”
《詩經》有“旱既大甚，涤涤山川，旱魃為虐，如惔如焚”，以及“浩浩昊天，不駿其德；降喪饑饉，斬伐四國。”的描述。《诗经·大雅·云汉》二章：“后稷不克，上帝不临。”《集传》：“言后稷欲救此旱灾而不能胜也。”
厲王二十一年至二十六年（前858－853年），連續六年大旱。
周幽王二年（前780年），史載“三川竭，岐山崩”，三川即泾河、渭河、洛河。當時的哲人伯阳父认为：“山崩川竭，亡之徵也。”
《史记·货殖列传》记载：“六岁穰，六岁旱，十二岁大饥。”

## 漢朝
《盐铁论·水旱》：“六岁一饥，十二岁一荒。”
《史记·孝景本纪》载后元二年“大旱。衡山国、河东、云中郡民疫”。
《前漢書·武帝本紀》載，（前114年），“四月，關東旱，郡國四十餘饑，人相食”。
平帝元始二年（公元2年），郡国大旱，“赐田宅什器，假与犁、牛、种、食。”
王莽建平四年（前3年）發生大旱災。《汉书·王莽传》载：王莽时，“连年久旱，亡有平岁，北边及青徐地，人相食……饥民死者十七八。”
东汉安帝初，“连年水旱灾异，郡国多被饥困……时饥荒之余，人庶流迸，家户且尽。”
桓帝延熹九年（166年），“青、徐炎旱，五谷损伤，民物流迁。”
《后汉书·杨终传》載杨终上疏：“今以比年久旱，灾疫未息。”

## 南北朝
北朝北魏太安四年十二月，文成帝下诏说：“六镇、云中、高平、二雍、秦州，遍遇灾旱，年谷不收。其遣开仓廪以赈之。”
太和十一年（488年），“大旱，京都民饥，加以牛疫，公私阙乏，时有以马驴及橐驼供驾挽耕载。诏听民就丰。行者十五六，道路给粮禀，至所在，三长赡养之。遣使者时省察焉。”
太和十二年，“是岁，两雍及豫州旱饥。明年，州镇十五大馑。”
南朝宋大明年间有旱災。沈约在《史臣曰》说，“大明之末，积旱成灾，虽敝同往困，而救非昔主，所以病未半古，死已倍之。并命比室，口减过半”。
南朝梁天监元年（502年）“吴越，是岁大旱，斗米五千，人多饥死。”
正光二年八月，“今春夏阳旱，谷籴稍贵，穷窘之家，时有菜色。”崔光上表：“秋末久旱，尘壤委深，风霾一起，红埃四塞。……霜旱为灾，所在不稔，饥馑荐臻，方成俭弊。”

## 隋朝
大業八年（612年）大旱，“時發四海兵，帝親征高麗，六軍凍餒，死者十八九。”
大業十三年（617年）大旱，“時郡縣鄉邑，悉遣築城，發男女，無少長，皆就役。”

## 唐朝
贞观初，太宗已“遣大使十三人巡省天下。诸州水旱则遣使，有巡察、安抚、存抚之名。”
贞观二十三年（649年）“冬旱，至是（六月）雨 ”。
《旧唐书·德宗本纪》载贞元六年夏“福建等道旱，井泉多涸，人渴乏，疫死者众”。
德宗贞元十九年（803年）：“自正月不雨至于秋七月”。
元和三年（808年），元稹曾任监察御史，负责赈灾，他寫有《旱灾自咎，贻七县宰》：“吾闻上帝心，降命明且仁。臣稹苟有罪，胡不灾我身。胡为旱一州，祸此千万人。一旱犹可忍，其旱亦已频。”。

## 宋朝
《文献通考》卷301记载，北宋明道二年（1033年）“南方大旱，种粒皆绝，人多流亡，因饥成疫，死者十二三。”
南宋隆兴元年（1163年）平江主簿王夢雷在湖南大旱饥荒，写下一首《勘灾诗》，“散吏驰驱踏旱丘，沙尘泥土掩双眸。山中树木减颜色，涧畔泉源绝细流。处处桑麻增太息，家家老幼哭无收。下官虽有忧民泪，一担难肩万姓忧。”。
绍兴二十九年（1159年）江浙郡国，秋旱。
开禧三年（1207年）夏秋，久旱，大蝗。

## 元朝
元世祖至元七年（1270年），“诸路旱蝗，告饥者令就食他所。”

## 明朝
洪武十二年（1379年）诏曰：“广平所属郡邑天久不雨，致民艰于树艺，衣食不给。……今年夏秋税粮悉行蠲免，以苏民力。”
洪武三十年（1397年），“鬰林州旱，庄稼失收，次年乃饥。”
《明英宗实录》载：天顺三年，“辰州、永州、常德、衡州、岳州、铜鼓、五开等府卫自五月至七月不雨，民之饥殍者不可胜记。”
嘉靖元年、十年、十一年、十七年、二十四年、二十九年、三十四年陕西连年大旱。
《烈皇小识》：“先是天启丁卯，陕西大旱。澄城知县张耀采催科甚酷，民不堪其毒。有王二者，阴纠数百人聚集山上，皆以墨涂面。王二高喝曰：‘谁敢杀张知县？’众齐声应曰：‘我敢杀！’如是者三，遂闯入城。守门者不敢御，直入县杀耀采。众遂团聚山中。”
《鹿樵纪闻》说：“崇祯改元之岁，秦中大饥，赤地千里。白水王二者，鸠众墨其面，闯入澄城，杀知县。”
崇祯四年，“冬，延安、庆阳大雪，民饥”。 
崇祯十年，“是夏，两畿、山西大旱。秋七月，山东、河南蝗，民大饥”。
崇祯十二年，“六月，畿内、山东、河南、山西旱蝗”。
崇禎十三年（1640年），河南“大旱遍及全省，禾草皆枯，洛水深不盈尺，草木獸皮蟲蠅皆食盡，人多饑死，餓殍載道，地大荒”。河南內黃縣蘇王尉村發現的《荒年志》碑記崇禎十三年時“斗麥價錢六百文，斗米價七百文，斗豆價四百文”。
崇祯十四年，“六月，两畿、山东、河南、浙江、湖广旱蝗”。
有專家統計明朝旱灾次數一共有174次。当时旱灾之总数各世纪之冠。

## 清朝

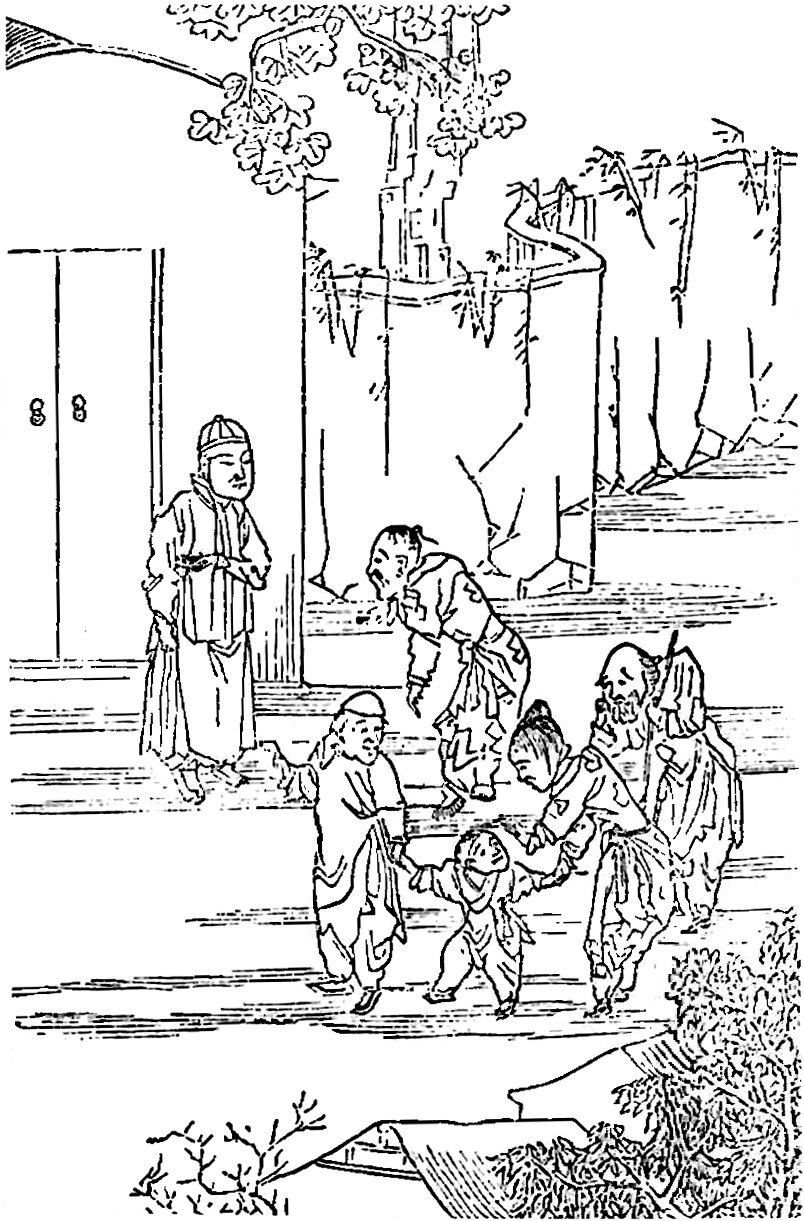
1878年畫，《中國饑荒》（The Famine in China）。饑荒受難者被强迫把兒女給賣掉

《济南府志》记载康熙四年，“春饥，免顺治十八年以前民欠赋粮并发帑分赈。六月大旱，飞虫蔽天，坠地如蜣螂”。
乾隆二十年（1755年），“绍兴秋收大歉。次年春夏之交，米价斗三百钱，丐殍载道。”
乾隆五十年（1785年）有十三個省受旱，“草根樹皮，搜拾殆盡，流民載道，餓殍盈野，死者枕藉”。
清光緒元年至四年间发生丁戊奇荒，尤以光绪三年（1877年）四年（1878年）为重，“河南全省大旱，夏秋全無收，赤地千里，大饑，人相食。”又山西境內“無處不旱”，“河東兩熟之地，災者八十余區，饑口入冊者不下四五百萬。”是年8月1日，山西巡撫曾國荃奏折曰：晉省報災州已有57處，饑民200余萬，後來“赤地千有餘里，饑民至五六百萬之眾。”據12月10日奏報統計，全省被旱10分（顆粒無收）者16個州縣；被旱9分者13個縣；被旱8分者30個縣；被旱7分至5分以下者還有9個縣。

## 中华民国大陆时期
民國成立至抗戰前的二十六年之間，至少有十五年的時間發生水、旱等災荒。
1920年华北大旱灾，陝西、河南、山東、直隸、京兆大旱，數十萬流民逃荒至東北；同时段发生1921年湖南饥荒。
民国十八年年馑，这场灾荒则导致了中国陕西、河南、甘肃多达数百万人丧生，陕西省人口锐减三分之一。
1942年河南饥荒，據當時的國民政府統計，這一年總共造成了360萬老百姓餓死。《河南省志》记载1942年：“安阳苦旱，二麦未收，秋禾盈尺又未结实；淇县山丘颗粒未收；洛宁二麦收成不佳，早秋旱死，晚秋未出土。”河南《巩县县志》也记载：“民国三十一年，大旱，几近绝收，加之日军侵略酿成大灾，农民多以树皮、雁屎、观音土充饥。”

## 中華人民共和國
至今中國依舊是旱災频发，幾乎是無年不荒，缺水成為中國全國境內最迫切的問題。2006年內蒙古蘇尼特草原持續旱災。2006年5月中旬以來，重慶市遭遇大旱災。2009春，干旱波及中国12个省份，河北南部、山西东南部、河南西南部等地一度达到特旱。2010年初，雲南、貴州為中心的五個省份已達到特旱。2019年，中國多地出現嚴重乾旱。